# Río Gévora
El río Gévora (en portugués, Xévora) es un río de la península ibérica, un afluente por la derecha del río Guadiana, en el que desemboca a la altura de la ciudad española de Badajoz. El río tiene una longitud de 73,81 km y discurre por España y Portugal y drena una cuenca de 982,42 km² (425 km² en suelo español).

## Curso
Nace como torrente montañoso en la región de Alentejo (Portugal), en el parque natural de la Sierra de San Mamés, a 1027 m de altitud. Se adentra después en España, a través de la parte noroccidental de la provincia de Badajoz, donde baña las localidades de La Rabaza, La Codosera y Alburquerque. 
Marca después la frontera entre ambos países a lo largo de numerosos tramos y finalmente se dirige hacia Badajoz, donde vierte en el Guadiana, cerca del cerro de la Muela, a una cota de 170 m.

## Régimen hidrológico y afluentes
El régimen hidrológico del Gévora está sometido a variaciones hídricas de gran consideración, dadas las características climáticas de su cuenca, caracterizada por la presencia de dos estaciones muy acusadas. Sus máximos caudales tienen lugar entre febrero y marzo y los mínimos durante el verano. 
Entre sus principales tributarios se encuentran los arroyos de Gevorete, Codosero y Abrilongo, que contribuyen por la derecha, y los de Jola, Guarranque y Zapatón, que llegan por la izquierda.

## Valores ambientales
La cuenca del Gévora reúne una gran variedad de ecosistemas muy bien conservados, con especies de fauna y flora de elevado interés biológico. Por esta razón, el río y su entorno han sido declarados Lugar de Importancia Comunitaria (LIC) por parte de la Unión Europea.
En su tramo pacense, se ha articulado un corredor ecofluvial, que discurre por los términos municipales de La Codosera y Alburquerque.
En lo que respecta a la vegetación, el curso de río reúne, en buena parte de su recorrido, bosques galería de alisos. También aparecen endemismos como el sauce cabruno. 
La fauna piscícola incluye poblaciones de jarabugo, una especie endémica en peligro de extinción, así como de trucha arco iris, introducida con fines deportivos. Hasta la inauguración en 1997 del embalse portugués de Alqueva, sobre el Guadiana, por sus aguas fluían especies migratorias, como la anguila o la lamprea marina.
Alrededor de su curso, habitan reptiles como el lagarto verdinegro y el galápago europeo, además de mamíferos como la nutria.

## En la literatura
El río Gévora es nombrado en dos ocasiones en el famoso poema El amor de los amores, de Carolina Coronado, lo que puede ser debido a que la autora pasó en Badajoz su infancia.

I

(…)

¿Cómo sabrás que enamorada vivo

siempre de ti, que me lamento sola

del Gévora que pasa fugitivo

mirando relucir ola tras ola?

(…)
El amor de los amores, de Carolina Coronado. 1849

 IV

(…)

Por la tierra ¡ay de mí! desconocida,

como el Gévora, acaso, arrebatada

dejo mi bosque y a la mar airada

a impulso de este amor corro atrevida.

(…)
El amor de los amores, de Carolina Coronado. 1849

Cuando Extremadura quiso honrar a la poeta, coronándola, esta rechazó la oferta respondiendo con un soneto, cuyo primer cuarteto dice así:

Una corona no, dadme una rama

de la adelfa del Gévora querido,

y mi genio, si hay genio, habrá obtenido

un galardón más grato que la fama.
Carolina Coronado.